# BN-800-reactor

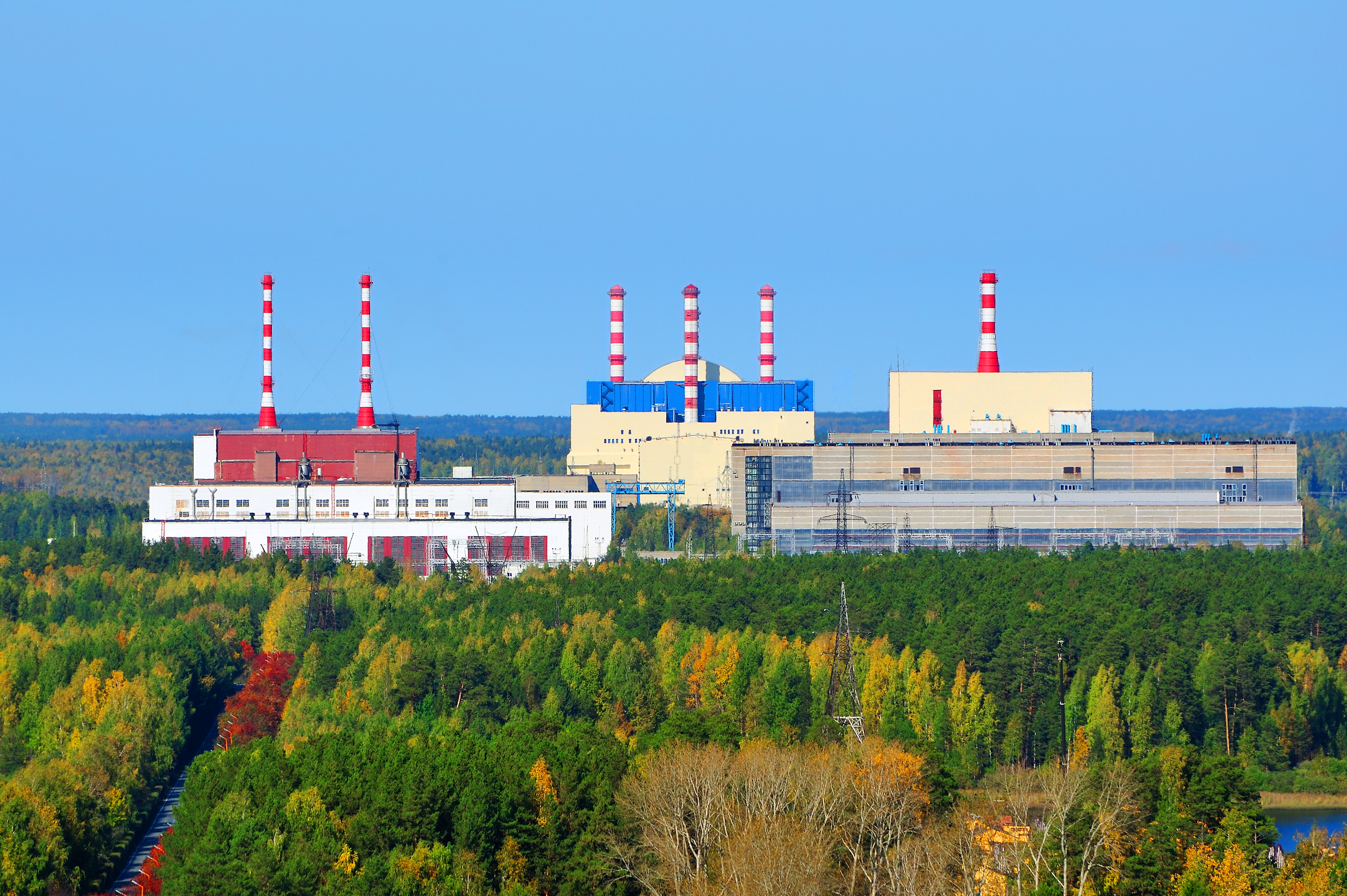
De kerncentrale Belojarsk met de BN-800 snelle kweekreactor

De BN-800-reactor (Russisch: реактор на быстрых нейтронах, reaktor na Bijstrie Neijtronij, reactor met snelle neutronen) is een met vloeibaar natrium gekoelde snelle kweekreactor (LMFBR) van 880 MW elektrisch in de Kerncentrale Belojarsk te Zaretsjny in de oblast Sverdlovsk van Rusland.
Het ontwerp werd gestart in 1983. In 2016 werd de bouw echter pas voltooid.
De reactor lijkt op zijn voorganger de BN-600-reactor, maar de BN-800-reactor werkt op een mengsel van uranium en plutonium, terwijl de BN-600 werkt op middelhoog verrijkt uraniumdioxide. De BN-800-reactor is bedoeld om plutonium van overtollige kernwapens nuttig te gebruiken voor energie. 
De reactor, de natriumpompen en de warmtewisselaars en hun buizen liggen in een gemeenschappelijk bad van vloeibaar natrium. 
De BN-800-reactor heeft drie koelcircuits.
1. Het primaire koelcircuit met vloeibaar natrium en een natriumpomp neemt warmte op van de reactorkern en geeft die af aan een warmtewisselaar.
2. Het secundair koelcircuit met vloeibaar natrium en een natriumpomp en een expansievat neemt warmte op van die warmtewisselaar en geeft die af aan een tweede warmtewisselaar.
3. Het tertiair koelcircuit met water en een voedingswaterpomp neemt warmte op van die tweede warmtewisselaar en vormt zo stoom.

De stoom gaat naar een stoomturbine die een turbogenerator aandrijft die elektriciteit opwekt.
De stoom na de turbine gaat naar een condensor die de stoom weer condenseert naar condensaat, dat terug naar de warmtewisselaar gepompt wordt. 
China onderhandelt met Rosatom om twee BN-800-reactoren te kopen.